# Codrington Plantations

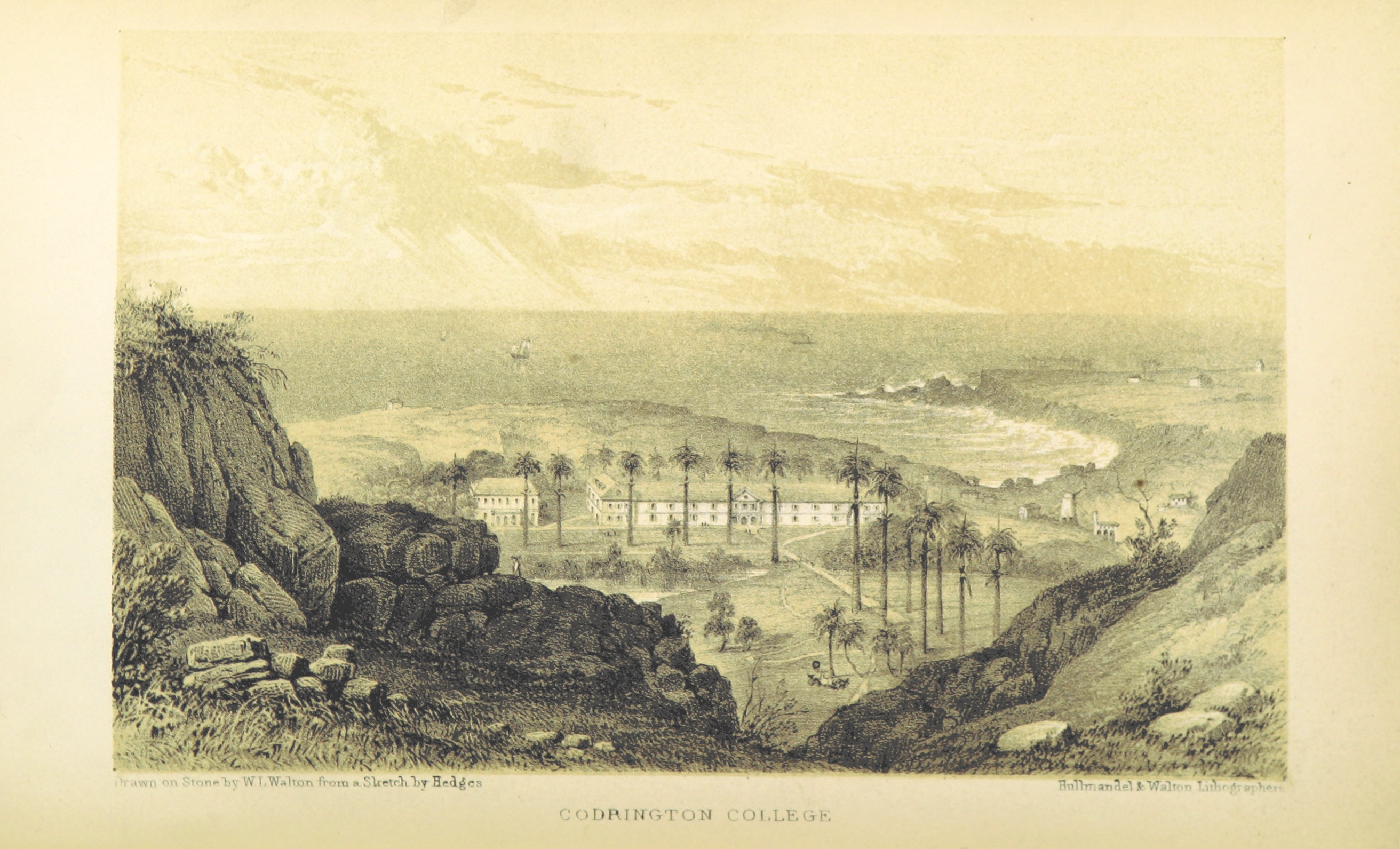
Codrington-Plantage

Die Codrington Plantations waren zwei Plantagen für Zuckerrohranbau auf der Insel Barbados, die im 17. Jahrhundert von Christopher Codrington († 1698) und seinem gleichnamigen Vater gegründet wurden. Wie viele der Zuckerplantagen in der Karibik wurden sie vor allem durch Sklavenarbeit bewirtschaftet. Als der dritte Christopher Codrington 1710 starb, vermachte er die Plantagen der Society for the Propagation of the Gospel in Foreign Parts (SPG), um eine Hochschule zu unterhalten.
Die Geschichte der Plantagen illustriert sowohl die Abhängigkeit der Church of England von Spenden jeglicher Art für die christliche Mission auf den Westindischen Inseln, als auch das Erstarken des Abolitionismus, darüber hinaus auch die Weigerung der Institutionen, sich mit der Sklaverei zu beschäftigen.

## Geographie
Die beiden Anwesen, Codrington’s und Consett’s befanden sich in dem Kirchspiel St. John auf der Ostseite von Barbados und hatten eine Fläche von 763 acres (309 ha), auf denen Zuckerrohr angebaut wurde. Codringtons Testament von 1702 erwähnt auch drei Windmühlen mit Einrichtungen zur Zuckergewinnung. Dazu gehörten außerdem 315 „indentured slaves“ und 100 Rinder.

## Codrington Bequest und die Gründung von Codrington College
Christopher Codrington († 1710) vermachte die beiden Anwesen der Society for the Propagation of the Gospel, um Mittel zur Errichtung eines Colleges in Barbados bereitzustellen. Codrington wollte, dass „die Plantagen im Ganzen unterhalten und durch mindestens 300 Neger bewirtschaftet wurden, um so eine ausreichende Zahl von Professoren und Gelehrten zu unterhalten“. Codrington verfügte auch, dass ein Teil seiner Stiftung zur Bildung der Sklaven auf Barbados genutzt werden sollte, dies wurde von anderen Plantagenbesitzern unterbunden.
Obwohl der monastische Charakter des Colleges bald aufgegeben wurde, entstand zwischen 1714 und 1742 eine Bildungseinrichtung. Die Gebäude des Colleges dienen heute als Seminar für die Church in the Province of the West Indies, eine Mitgliedskirche der Anglican Communion.
Codrington unterstützte zudem das All Souls College, Oxford. Er stiftete Bücher im Wert von £6.000 und weitere £10.000 für die Errichtung der Codrington Library.

## Lebensbedingungen auf den Plantagen
Die Plantagen wurden für die SPG von Verwaltern geführt, die nominell von dem Vorstand der SPG, unter Vorsitz des Erzbischofs von Canterbury und einem Komitee von Bischöfen der Church of England überwacht wurden. Die Plantagen waren auf regelmäßigen Nachschub von Sklaven aus Westafrika angewiesen.
Anfangs wurden den Sklaven der Schriftzug „Society“ auf die Brust gebrannt. Nach Milton Meltzer war es auf Zuckerplantagen üblich, die Sklaven, die bereits von ihrem Händler ein Brandzeichen erhalten hatten, von ihren „Eigentümern“ nochmals zu brandmarken Über die Vorgehensweise in Codrington schreibt Hochschild: „Über ein Jahrzehnt lang bemühten sich die Leiter von Codrington, das Entlaufen von Sklaven dadurch zu verringern, dass alle Sklaven auf der Brust eine Brandmarke erhielten. Am Ende war jedoch das hauptsächliche Druckmittel die Peitsche, und zeitweise auch Eisenhalsband und Zwangsjacke.“ Die Brandmarkung wurde 1732 abgeschafft, 22 Jahre nachdem die Kirche die Plantage übernommen hatte.
Man hat darauf hingewiesen, dass ganz bewusst „Tod durch Arbeit“ (work to death policy) herbeigeführt wurde, so wie es auf den Plantagen in Südamerika üblich war.
Neben der harten Behandlung durch die Aufseher führten die Strapazen der Überführung, die neue Umgebung, die Umstellung auf ungewohnte Nahrung und Krankheiten dazu, dass innerhalb von drei Jahren ein Drittel der Sklaven verstarb.
Die letzten Sklaven aus Afrika trafen 1767 ein. Danach war eine etwas bessere Behandlung der Sklaven notwendig, da „Verluste“ nicht mehr von Außen ausgeglichen werden konnten. 1820–29 arbeiteten 359 Sklaven auf der Codrington Plantage, die jährlich £2472 Pfund Gewinn abwarf.

## Abschaffung der Sklaverei (Abolition)
Die Situation auf den Westindischen Inseln und speziell auf den Codrington Plantations der SPG, die Bischof Beilby Porteus dazu veranlassten, anlässlich einer Jubiläumspredigt 1783 in St Mary-le-Bow, Cheapside, London die Church of England aufzurufen, ihre Verbindungen mit dem Sklavenhandel zu beenden.
Zu gleicher Zeit nutzten die Sklavenhalter Rechtfertigungen mit biblischen Argumenten.
Die Kirche beendete ihre Sklavenhaltung erst, als sie mit dem Slavery Abolition Act von 1833 dazu gezwungen wurde. Für die Freilassung der Sklaven zahlte die Regierung gemäß dem Emancipation Act Entschädigungen an die Halter. Die Church of England erhielt für die 411 Sklaven der Codrington Plantations £8.823. 8s. 9d. Diese Summe wurde dem Codrington College gutgeschrieben. Die freigelassenen Sklaven blieben land- und mittellos zurück.